# Crocidura mutesae
Crocidura mutesae — вид ссавців родини Soricidae. Зустрічається в Уганді, Демократичній Республіці Конго та Центральноафриканській Республіці. Його ареал, розмір популяції та звички маловідомі. Він присутній як у первинному, так і в вторинному лісі, а також у лісі одного виду Gilbertiodendron dewevrei. Здається, ця землерийка любить досить відкриті місця з невеликим підліском.

## Опис
Це велика білозубка, яка досягає довжини голови й тулуба приблизно 115 мм із хвостом 64 мм. Шерсть довга, спинна і черевна шерсть сірувата, а ноги темно-сірі. Хвіст густий і густоволосистий, темно-сірий, зі щетиною довжиною 10–12 мм і ворсинкою 70–80%. Задні лапи довгі та широкі. Цей вид нагадує африканську гігантську землерийку (Crocidura olivieri), але трохи менший, із меншим і менш міцним черепом.